# XIII съезд Коммунистической партии (большевиков) Беларуси
XIII съезд Коммунистической партии (большевиков) Беларуси прошёл с 30 мая по 12 июня 1930 года в Минске. На нём присутствовало 356 делегатов с решающим голосом и 286 с совещательным голосом от 46 805 членов и кандидатов в члены партии.

## Порядок съезда
- Доклад о работе ЦК ВКП(б) (Д. З. Мануильский);
- Доклад ЦКК ВКП(б) (М. А. Трилиссер);
- Политический отчёт ЦК КП(б)Б (К. В. Гей);
- Организационный отчёт ЦК КП(б)Б (И. А. Василевич);
- Отчёт ЦКК КП(б)Б (А. Я. Калнин);
- Доклад о ходе выполнения пятилетнего плана развития промышленности (К. Ф. Бенек);
- Доклад о колхозном движении и повышении уровня сельского хозяйства (Н. М. Голодед);
- Доклад о задачах профсоюзов в реконструкционный период (И. П. Рыжов);
- Выборы руководящих органов партии.

## Работа съезда
Съезд предложил ЦК КП(б)Б и партийным организациям продолжать курс на индустриализацию, укреплять колхозы и неуклонно увеличивать их количество. Также необходимо было исправить ошибки и искажения, допущенные в процессе создания колхозов, восстановить разрушенную низовую сеть сельскохозяйственного сотрудничества и найти дополнительные источники продовольственного обеспечения для работающего населения, а также рационально использовать имеющиеся ресурсы.
Чтобы успешно реализовать намеченный курс, необходимо было вести беспощадную борьбу с правым оппортунизмом, который представлялся главной опасностью на данном этапе развития. Кроме того, нужно было противостоять левым троцкистским уклонам, соглашательству и любым колебаниям в национальном вопросе.
Особое внимание съезд уделил результатам идеологически-политической кампании против национал-демократии и правых предубеждений, которая развернулась после ревизии, прошедшей в мае — июне 1929 года. Комиссия ЦКК ВКП(б) под руководством В. П. Затонского рассмотрела практику национальной работы в БССР. Многие выступавшие делегаты отмечали, что пришло время рассматривать белорусский национализм как основную угрозу для партии.

## Итоги съезда
Съезд избрал ЦК КП(б)Б в составе 112 членов и 62 кандидатов, ЦКК в составе 89 членов и ЦРК в составе 9 человек.